# Сэйлс, Тони
Тони Фокс Сэйлс (англ. Tony Fox Sales; род. 26 сентября 1951 года, Детройт, штат Мичиган, Соединённые Штаты) — американский рок-музыкант и композитор. В тандеме со своим братом Хантом сотрудничал с такими артистами, как Тодд Рандгрен и Игги Поп, а также был бас-гитаристом хард-рок-группы Tin Machine Дэвида Боуи.

## Ранняя жизнь
Родился в Кливленде, штат Огайо, в семье телевизионного комика Супи Сэйлса (8 января 1926 — 22 октября 2009) и Барбары Фокс (23 июня 1931 — 28 мая 2017). Детство провёл в Детройте, штат Мичиган, вместе со своим младшим братом Хантом Сэйлсом (1954 г.р.).
Первой музыкальной группой Тони была Tony and the Tigers, сформированная вместе с братом. Помимо них в группу входил Джон Пусетт-Дарт, сын художника Ричарда Пусетт-Дарта, позднее сформировавший Pousette-Dart Band. В 1966 году группа выступила в телешоу I’ve Got a Secret, которое вел Стив Аллен, и исполнив там две песни: «I’ll Be On My Way» и «When The Party’s Over», видео этого выступления можно найти на YouTube.
Тони и Тигры выпустили песню «Turn It on Girl», которая достигла умеренной популярности среди детройтской публики и дважды выступили в шоу Hullabaloo: 20 декабря 1965 года (ведущим был Джерри Льюис), и 4 апреля 1966 года (ведущим был их отец). Группа также выступала на разогреве у The Animals в Steel Pier (Атлантик-Сити), в 1967 году.
На протяжении карьеры братья Сэйлс сотрудничали с такими исполнителями, как Chequered Past, Дэвид Боуи, Игги Поп, Тодд Рандгрен, Боб Уэлч, Энди Фрейзер из группы Free, Гарри Дин Стэнтон (The Cheap Dates), The Hunt Sales Memorial, Tin Machine (с Боуи) и другими.

## Карьера
В 1970 году ритм-секция братьев присоединились к Тодду Рундгрену, который возродил группу Runt, записав с ним два студийных альбома.
Братья поучаствовали в записи двух песен альбома Игги Попа/Джеймса Уильямсона Kill City (1975), а также в записи пластинки Попа Lust for Life (1977), которая была спродюсирована Дэвидом Боуи (также сыгравшего на клавишных). Также они поучаствовали в турне, в поддержку этого альбома, по итогу которого был издан диск TV Eye Live 1977 (1977).
20 августа 1978 года Тони женился на Анульке Дзюбинской. В 1979 году он записал вместе со своим братом демонстрационный материал, который был «убран в стол» после того, как музыкант попал в автомобильную аварию, в которой чуть не погиб — находясь в состоянии клинической смерти в течение нескольких минут. Тони прибывал в коме более восьми месяцев, но в конце концов оправился от травм и вернулся к музыке.
Сэйлс женился во второй раз на Тэрин Пауэр, дочери кинозвезды Тайрона Пауэра и актрисы Линды Кристиан, которая родила ему двух детей: Энтони Тайрона «Тони» Сэйлса (род. 4 сентября 1982 года) и Валентину Фокс Сэйлс (род. 10 сентября 1983 года).
В 1982 году Тони присоединился к группе Chequered Past, в которую входили певец и актер Майкл Де Баррес (позднее присоединившийся к The Power Station), бывший гитарист Sex Pistols Стив Джонс, а также басист Blondie Найджел Харрисон и барабанщик Клем Берк. По словам Де Барреса, выбор названия был не случайным. «Все участники группы прошли через многое», — сказал он в интервью Los Angeles Times, в частности намекая на то, что Сэйлс полностью оправился от тяжелейшей автомобильной аварии. Группа вскоре распалась, после того как их единственный альбом, выпущенный в 1984 году, провалился.
В 1988 году вместе со своим братом Сэйлс обеспечил ритм-секцию для проекта Дэвида Боуи Tin Machine (в который также входил гитарист Ривзу Гэбрелсу). Газета New York Times так высказалась о первом альбоме группы: «Tin Machine звучит так, как будто она была создана людьми, работающими вместе, а не продюсером с компьютером». 23 ноября 1991 года Tin Machine выступили в Saturday Night Live, ведущим которого был ребёнок-актер Маколей Калкин. Tin Machine записали три альбома и совершили два турне, прежде чем проект был расформирован 1992 году. Позже Боуи заявил, что его воспоминания о вкладе Тони и Ханта Сэйлса в запись Lust for Life подтолкнули его приглашению их в Tin Machine.
На протяжении 1990-х Сэйлс записывался в студии и занимался продюсированием, а также был участником супер-группы The Cheap Dates, просуществовавшей недолго, в которую входили актер Гарри Дин Стэнтон, Джефф «Скунс» Бакстер и Слим Джим Фантом.
Записи Тони и Ханта конца 1970-х были выпущены в 2008 году лейблом Perseverance Records в виде сольного альбома Hired Guns. В 2009 году была опубликована книга Стефани Линн Торберн Quintessentially Soul Brothers: The Sales Brothers in its Own Words посвящённая братьям.

## Инструменты
С середины восьмидесятых Сэйлс предпочитает бас-гитару марки Vigier Passion Bass.

## Дискография

### Совместно с Тоддом Рандгреном
- Runt[англ.] (1970)
- Runt: The Ballad of Todd Rundgren[англ.] (1971)
- Something/Anything?[англ.] (1972)

Также записал «Till the Night is Gone» вместе с Энди Фрейзером из группы Free.

### Совместно с Игги Попом
- Kill City (записан в 1975 году, выпущен в 1977 году)
- «Sister Midnight» (записана в 1977 году, выпущена в 1999 году)
- Lust for Life (1977)
- TV Eye Live 1977 (1978)

### В составе группы Tin Machine
- Tin Machine (1989)
- Tin Machine II (1991)
- Tin Machine Live: Oy Vey, Baby (1992)

### Сольные
- Hired Guns (2008)